# Hannah Montana
Hannah Montana – amerykański sitcom dla młodzieży, należący do kanonu Disney Channel Original Series. Zadebiutował 24 marca 2006 na Disney Channel USA i szybko zdobył popularność, a od 2 grudnia 2006 był emitowany w polskim Disney Channel, zaś od 6 września 2008 można było go w Polsce oglądać w TVP1. Od 14 czerwca 2022 dostępny w Polsce na platformie Disney+. Serial opowiada o dziewczynie prowadzącej podwójne życie jako Miley Stewart, przeciętna nastolatka, i Hannah Montana, światowej sławy nastoletnia piosenkarka pop. Jej druga osobowość jest jednak sekretem, o którym wie tylko rodzina i najbliżsi przyjaciele.
Hannah Montana był bijącym rekordy popularności na świecie serialem i najchętniej oglądanym Disney Channel Original Series. W USA, emisja ostatniego, czwartego, sezonu serialu o nazwie „Hannah Montana Forever” zakończyła się 16 stycznia 2011 r. Oprócz tego serial doczekał się licznych ścieżek dźwiękowych, trasy koncertowej Best of Both Worlds Tour i filmu koncertowego pod tym samym tytułem oraz kinowej ekranizacji Hannah Montana: Film wydanej w kwietniu 2008. W 2007, 2008 i 2009 otrzymywał nominację do nagrody Emmy w kategorii „Najlepszy Program Dziecięcy”, jednak ani razu nie zwyciężył.

## Produkcja
Współtwórcą Hannah Montany jest Michael Poryes, który jest współtwórcą wcześniejszego hitu Disney Channel Świat Raven. Serial jest produkowany przez It’s a Laugh Productions i Michael Poryes Productions wraz z Disney Channel Original Productions i kręcony w Sunset Bronson Studios w Hollywood, Los Angeles, Kalifornia.
Pomysł na ten serial narodził się wraz z odcinkiem serialu Świat Raven „Goin’ Hollywood”, który miał pierwotnie służyć jako pilot serialu Better Days, w którym dzieciak grający w serialu pod tym samym tytułem miał zmagać się z normalnym życiem. Odcinek „New Kid in School” miał być jego pierwszym odcinkiem. Finalistka programu American Juniors Jordan McCoy i piosenkarka pop/R&B JoJo (która odrzuciła rolę) dostały propozycję głównej roli Zoe Stewart. Miley Cyrus miała pierwotnie zagrać jej „najlepszą przyjaciółkę” Lilly Romero, później zmienioną na Lilly Truscott. Twórcy doszli do wniosku, że dziewczyna byłaby lepsza w głównej roli, dlatego obsadzono ją jako Zoe Stewart/Hannah Montana. Potem imię Zoe Stewart zmieniono na Miley, oprócz tego często zmieniano nazwisko Hannah Montany (m.in. na Anna Cabana, Samantha York i Alexis Texas).
W grudniu 2006 Disney potwierdził plany wydania wszelkich produktów związanych z Hannah Montany, takich jak ubrania, biżuteria, ozdoby i lalki w różnych sklepach. Play Along Toys wydał lalki Hannah Montana z ubraniami, śpiewające i lalki Miley Stewart, a także inne produkty w sierpniu 2007. Więcej lalek Hannah, jak i lalki Lilly, Olivera i Jake’a Ryana zostały wydane w listopadzie 2007. Były one jednymi z najpopularniejszych świątecznych lalek w 2007 roku.
Według Daily Dispatch, Hannah Montana miała w 2008 aż 200 milionów widzów. „Gdyby widzowie Miley tworzyli państwo, mogłoby ono mieć piątą pod względem liczebności populację świata – z Brazylią na miejscu pierwszym”. W lutym 2008 odbyło się międzynarodowe spotkanie z udziałem 80 osób, na którym dyskutowano o przyszłości Hannah Montana. Na spotkaniu były reprezentowane wszystkie biznesowe części Disneya.

### Czołówka
W czołówce serialu jest wykorzystywany utwór Hannah Montany „Best of Both Worlds”. Został on napisany przez Matthew Gerrarda oraz Robbie Nevila i wyprodukowany przez Gerrarda. Znalazł się on na ścieżce dźwiękowej do pierwszego sezonu serialu, Hannah Montana. Słowa piosenki opowiadają o prowadzeniu podwójnego życia jako normalna dziewczyna i gwiazda, a sam tytuł oznacza „Najlepsze z obu światów”. Pełna wersja piosenki trwa niecałe trzy minuty, lecz w czołówce używany jest fragment trwający niecałą minutę (pierwsza zwrotka i refren). Przed „Best of Both Worlds” na piosenkę w czołówce były typowane „Just Like You” i „The Other Side of Me”.
Czołówka pierwszego sezonu składa się głównie z fragmentów odcinków. Zostają w niej przedstawieni główni aktorzy, oprócz tego możemy w niej zobaczyć Hannah na koncercie. W drugim sezonie czołówka minimalnie się zmieniła, bo choć jej budowa wyglądała tak samo, to pojawiły się nowe fragmenty odcinków, a do głównej obsady dołączył Moisés Arias jako Rico.
W trzecim sezonie pojawiła się zupełnie nowa czołówka. Jest ona stylizowana na Times Square, pojawiają się nowe fragmenty odcinków. Aktorzy przedstawieni są na nowych tablicach, podobnych do telebimów. Oprócz tego zmianie uległa piosenka w tle – wciąż jest to „Best of Both Worlds”, lecz zremixowane, znane oficjalnie jako 2009 Movie Mix; nowa wersja pochodzi z filmu Hannah Montana i jego ścieżki dźwiękowej, za to nie uwzględniony na ścieżce do trzeciego sezonu serialu.

### Proces sądowy
23 sierpnia 2007 Buddy Sheffield oskarżył Disneya o plagiat pomysłu na serial. Oskarżyciel stwierdził, że w 2001 zaproponował Disney Channel produkcję swojego serialu Rock and Roland, który opowiadał o nastolatku, który prowadzi podwójne życie jako uczeń szkoły średniej oraz gwiazda rocka. Proces wykazał, że stacji początkowo pomysł spodobał się, ale ostatecznie został odrzucony.

## Obsada i bohaterowie
Legenda
| – rola główna (wymienienie w czołówce)        |
| – gość specjalny                              |
| – rola drugoplanowa (co najmniej dwa odcinki) |
| – rola gościnna (dokładnie jeden odcinek)     |
| – brak występu                                |

| Postać                          | Aktor                     | Polski dubbing               | Sezon         | Sezon         | Sezon         | Sezon         | Opis                                                          |
| Postać                          | Aktor                     | Polski dubbing               | 1             | 2             | 3             | 4             | Opis                                                          |
| Obsada główna                   | Obsada główna             | Obsada główna                | Obsada główna | Obsada główna | Obsada główna | Obsada główna | Obsada główna                                                 |
| ------------------------------- | ------------------------- | ---------------------------- | ------------- | ------------- | ------------- | ------------- | ------------------------------------------------------------- |
| Miley Stewart / Hannah Montana  | Miley Cyrus               | Julia Hertmanowska           |               |               |               |               | Główna postać, piosenkarka.                                   |
| Luann Stewart                   | Miley Cyrus               | Julia Hertmanowska           |               |               |               |               | Identyczna kuzynka Miley.                                     |
| Lilly Truscott / Lola Luftnagle | Emily Osment              | Julia Kołakowska             |               |               |               |               | Przyjaciółka Miley i asystentka Hannah.                       |
| Oliver Oken / Mike Standley III | Mitchel Musso             | Mateusz Narloch              |               |               |               |               | Przyjaciel Miley, później chłopak Lilly.                      |
| Jackson Stewart                 | Jason Earles              | Marcin Hycnar                |               |               |               |               | Brat Miley.                                                   |
| Robby Ray Stewart               | Billy Ray Cyrus           | Krzysztof Banaszyk           |               |               |               |               | Ojciec Miley i Jacksona, menedżer Hannah, były piosenkarz.    |
| Rico Suave                      | Moises Arias              | Wit Apostolakis-Gluziński    |               |               |               |               | Kierownik w pracy Jacksona.                                   |
| Goście specjalni                |                           |                              |               |               |               |               |                                                               |
| Ruthie Ray Stewart              | Vicki Lawrence            | Ewa Ziętek                   |               |               |               |               | Matka Robby’ego Raya.                                         |
| Ruthie Ray Stewart              | Vicki Lawrence            | Anna Apostolakis             |               |               |               |               | Matka Robby’ego Raya.                                         |
| Dolly                           | Dolly Parton              | Anna Sroka                   |               |               |               |               | Przyjaciółka Stewartów i matka chrzestna Miley.               |
| Susan Stewart                   | Brooke Shields            | Joanna Węgrzynowska-Cybińska |               |               |               |               | Zmarła żona Robby’ego oraz matka Miley i Jacksona.            |
| Obsada drugoplanowa             |                           |                              |               |               |               |               |                                                               |
| Amber Addison                   | Shanica Knowles           | Monika Pikuła                |               |               |               |               | Przyjaciółka Ashley, rywalka Miley i Lilly ze szkoły.         |
| Ashley Dewitt                   | Anna Maria Perez de Taglé | Beata Wyrąbkiewicz           |               |               |               |               | Przyjaciółka Amber, rywalka Miley i Lilly ze szkoły.          |
| Albert Dontzig                  | Paul Vogt                 | Paweł Szczesny               |               |               |               |               | Sąsiad i rywal Stewartów.                                     |
| Albert Dontzig                  | Peter Allen Vogt          | Paweł Szczesny               |               |               |               |               | Sąsiad i rywal Stewartów.                                     |
| Traci van Horn                  | Romi Dames                | Patrycja Szczepanowska       |               |               |               |               | Celebrytka i przyjaciółka Hannah.                             |
| Roxy Roker                      | Frances Callier           | Barbara Zielińska            |               |               |               |               | Zaprzyjaźniona ze Stewartami ochroniarz Hannah.               |
| Francis Corelli                 | Greg Baker                | Łukasz Lewandowski           |               |               |               |               | Nauczyciel Miley, Lilly i Olivera.                            |
| Jake Ryan                       | Cody Linley               | Jakub Truszczyński           |               |               |               |               | Nastoletni aktor, pozostający w związku, nie związku z Miley. |
| Jake Ryan                       | Cody Linley               | Piotr Deszkiewicz            |               |               |               |               | Nastoletni aktor, pozostający w związku, nie związku z Miley. |
| Jake Ryan                       | Cody Linley               | Grzegorz Drojewski           |               |               |               |               | Nastoletni aktor, pozostający w związku, nie związku z Miley. |
| Sarah                           | Morgan York               | Katarzyna Łaska              |               |               |               |               | Koleżanka Miley, Lilly i Olivera z klasy, znana jako nerd.    |
| Sarah                           | Morgan York               | Agnieszka Fajlhauer          |               |               |               |               | Koleżanka Miley, Lilly i Olivera z klasy, znana jako nerd.    |
| Colin Lasitter                  | Michael Kagan             | Wojciech Paszkowski          |               |               |               |               | Prowadzący talk-show.                                         |
| Joannie Palumbo                 | Hayley Chase              | Agnieszka Kunikowska         |               |               |               |               | Rywalka Lilly i dziewczyna Olivera.                           |
| Joannie Palumbo                 | Hayley Chase              | Joanna Pach                  |               |               |               |               | Rywalka Lilly i dziewczyna Olivera.                           |
| Joannie Palumbo                 | Hayley Chase              | Milena Suszyńska             |               |               |               |               | Rywalka Lilly i dziewczyna Olivera.                           |
| Jesse                           | Drew Roy                  | Łukasz Talik                 |               |               |               |               | Gitarzysta Hannah, później chłopak Miley.                     |
| Jesse                           | Drew Roy                  | Maciej Więckowski            |               |               |               |               | Gitarzysta Hannah, później chłopak Miley.                     |
| Siena                           | Tammin Sursok             | Maria Niklińska              |               |               |               |               | Dziewczyna Jacksona.                                          |

## Przegląd sezonów
| Sezon | Sezon | Numery i liczba odcinków | Numery i liczba odcinków | Pierwsza emisja (Disney Channel, Stany Zjednoczone) | Pierwsza emisja (Disney Channel, Stany Zjednoczone) | Pierwsza emisja (Disney Channel, Polska) | Pierwsza emisja (Disney Channel, Polska) | Pierwsza emisja (Disney Channel, Polska) |
| Sezon | Sezon | USA                      | Polska                   | Pierwszy odcinek                                    | Ostatni odcinek                                     | Pierwszy odcinek                         | Ostatni odcinek                          |                                          |
| ----- | ----- | ------------------------ | ------------------------ | --------------------------------------------------- | --------------------------------------------------- | ---------------------------------------- | ---------------------------------------- | ---------------------------------------- |
|       | 1     | 1–26 (26)                | 1–26 (26)                | 24 marca 2006                                       | 30 marca 2007                                       | 2 grudnia 2006                           | 27 kwietnia 2007                         |                                          |
|       | 2     | 27–55 (29)               | 27–56 (30)               | 23 kwietnia 2007                                    | 12 października 2008                                | 17 sierpnia 2007                         | 24 stycznia 2009                         |                                          |
|       | 3     | 56–85 (30)               | 57–87 (31)               | 2 listopada 2008                                    | 14 marca 2010                                       | 14 marca 2009                            | 18 października 2010                     |                                          |
|       | 4     | 86–98 (13)               | 88–102 (15)              | 11 lipca 2010                                       | 16 stycznia 2011                                    | 18 września 2010                         | 23 kwietnia 2011                         |                                          |

## Filmy

### Hannah Montana & Miley Cyrus: Best of Both Worlds Concert
Hannah Montana & Miley Cyrus: Best of Both Worlds Concert to film koncertowy, zawierający nagranie koncertu z trasy koncertowej Best of Both Worlds Tour. Został wyprodukowany przez Walt Disney Pictures i jest wyświetlany w technice 3D przez Disney Digital 3-D. Film był limitowanie wyświetlany w 638 kinach na świecie przez tydzień, premierowo w USA i Kanadzie od 1 do 7 lutego 2008. W trakcie pierwszego weekendu wyświetlania (1–3 lutego) w USA film zarobił 29 milionów dolarów. W Polsce jego premiera odbyła się telewizyjnie, 12 września 2008 na Disney Channel.

### Hannah Montana: Film
Hannah Montana: Film to adaptacja filmowa serialu. Jej kręcenie rozpoczęło się w kwietniu 2008 i obejmowało głównie Columbię, Tennessee i Los Angeles, California, a zakończyło się w lipcu 2008. Premiera filmu odbyła się 10 kwietnia 2009 w USA i Kanadzie, za to w Polsce film wszedł na ekrany kin 17 kwietnia 2009.

## Dyskografia
- 2006: Hannah Montana
- 2007: Hannah Montana 2: Meet Miley Cyrus
- 2008: Hannah Montana & Miley Cyrus: Best of Both Worlds Concert
- 2009: Hannah Montana: Film
- 2009: Hannah Montana 3
- 2010: Hannah Montana Forever
- 2011: Best of Hannah Montana (najlepsze utwory młodej artystki)